# Zdenska vas
Zdenska vas este o localitate din comuna Dobrepolje, Slovenia, cu o populație de 231 de locuitori.